# Harrogate and District Football League
Harrogate and District Football League là một giải bóng đá Anh nằm ở Yorkshire, bao gồm tổng cộng 3 hạng đấu, cao nhất là Premier Division, nằm ở Cấp độ 14 trong Hệ thống các giải bóng đá ở Anh. Đây là giải đấu góp đội cho West Yorkshire League.

## Đội vô địch
| Mùa giải | Premier               | One                     | Two                            | Three                 |
| -------- | --------------------- | ----------------------- | ------------------------------ | --------------------- |
| 2006–07  | Sherwood              | Bramham                 | Horsforth St. Margaret's Dự bị | Yorkshire Amateurs    |
| 2007–08  | Thirsk Falcons        | Pateley Bridge          | Silsden                        | Westbrook YMCA Dự bị  |
| 2008–09  | Thirsk Falcons        | Harold Styans           | Leeds City Dự bị               | Wetherby Athletic 'A' |
| 2009–10  | Kirkby Malzeard       | Harrogate Railway Dự bị | Wigton Moor                    | Bedale Town Dự bị     |
| 2010–11  | Thirsk Falcons        | Beckwithshaw Saints     | Bedale Dự bị                   | Wigton Moor Dự bị     |
| 2011–12  | Thirsk Falcons        | Killinghall Nomads      | Burley Trojans                 | Leyburn United        |
| 2012–13  | Beckwithshaw Saints   | Rawdon Old Boys         | Hampsthwaite United            | Hillside Dự bị        |
| 2013–14  | Kirk Deighton Rangers | Bedale                  | Bramham                        |                       |
| 2014–15  | Rawdon Old Boys       | Hampsthwaite United     | AFC Horsforth                  |                       |

## Các câu lạc bộ mùa giải 2015–16
Premier Division
- Beckwithshaw Saints
- Bedale
- Clifford
- Hampsthwaite United
- Harlow Hill
- Kirk Deighton Rangers
- Kirkby Malzeard
- Kirkstall Crusaders
- Knaresborough Celtic
- Rawdon Old Boys
- Wetherby Athletic 'A'

Division One
- AFC Horsforth
- Beckwithshaw Saints Dự bị
- Boroughbridge 'A'
- Bramham
- Burley Trojans
- Dalton Athletic
- Hampsthwaite
- Harlow Hill Dự bị
- Kirk Deighton Rangers Dự bị
- Pannal Sports
- Pateley Bridge
- Ripon Red Arrows
- Thirsk Falcons Dự bị

Division Two
- Addingham
- AFC Horsforth Dự bị
- Bardsey
- Bramhope
- FC Harrogate
- FC United Knaresborough
- Hampsthwaite United Dự bị
- Helperby United
- Kirkby Malzeard Dự bị
- Knaresborough Celtic Dự bị
- Pannal Sports Dự bị
- Pool 'A'
- Westbrook YMCA Dự bị